# چاه‌های سنگی کوه رحمت
چاه‌های سنگی کوه رحمت مربوط به دوره هخامنشی است و در شهرستان مرودشت، بخش مرکزی، دهستان کناره، ارتفاعات حاشیه باختری پوزه شمالی غربی کوه رحمت واقع شده و این اثر در تاریخ ۱۸ شهریور ۱۳۸۷ با شمارهٔ ثبت ۲۳۴۲۹ به‌عنوان یکی از آثار ملی ایران به ثبت رسیده است.